# سارق (فیلم ۱۹۸۱)
سارق نام فیلمی با بازی جیمز کاندر نقش فرانک و تزدی ولد، محصول سال ۱۹۸۱ به کارگردانی مایکل مان است. این فیلم به روایت زندگی حرفه ای یک سارق الماس (جیمز کان) می‌پردازد که تنها و بسیار حرفه ای به‌طور تخصصی به سرقت از گاوصندوق‌هایی می‌پردازد که الماس در آنها نگهداری می‌شود. تا اینکه شخصی که الماس‌های مسروقه را برای او می‌فروخت توسط یک باند حرفه ای سرقت به قتل می‌رسد. پیش از آنکه پول حاصل از فروش الماس‌ها را به فرانک (جیمز کان) برساند، تلاش فرانک برای باز پس‌گیری پولش از این باند، او را با این باند حرفه ای و پلیس که به‌طور نامحسوس آنها را زیر نظر داشت در گیر می‌کند و مسیر حرفه ای او را تغییر می‌دهد.